# 休斯頓縣 (明尼蘇達州)

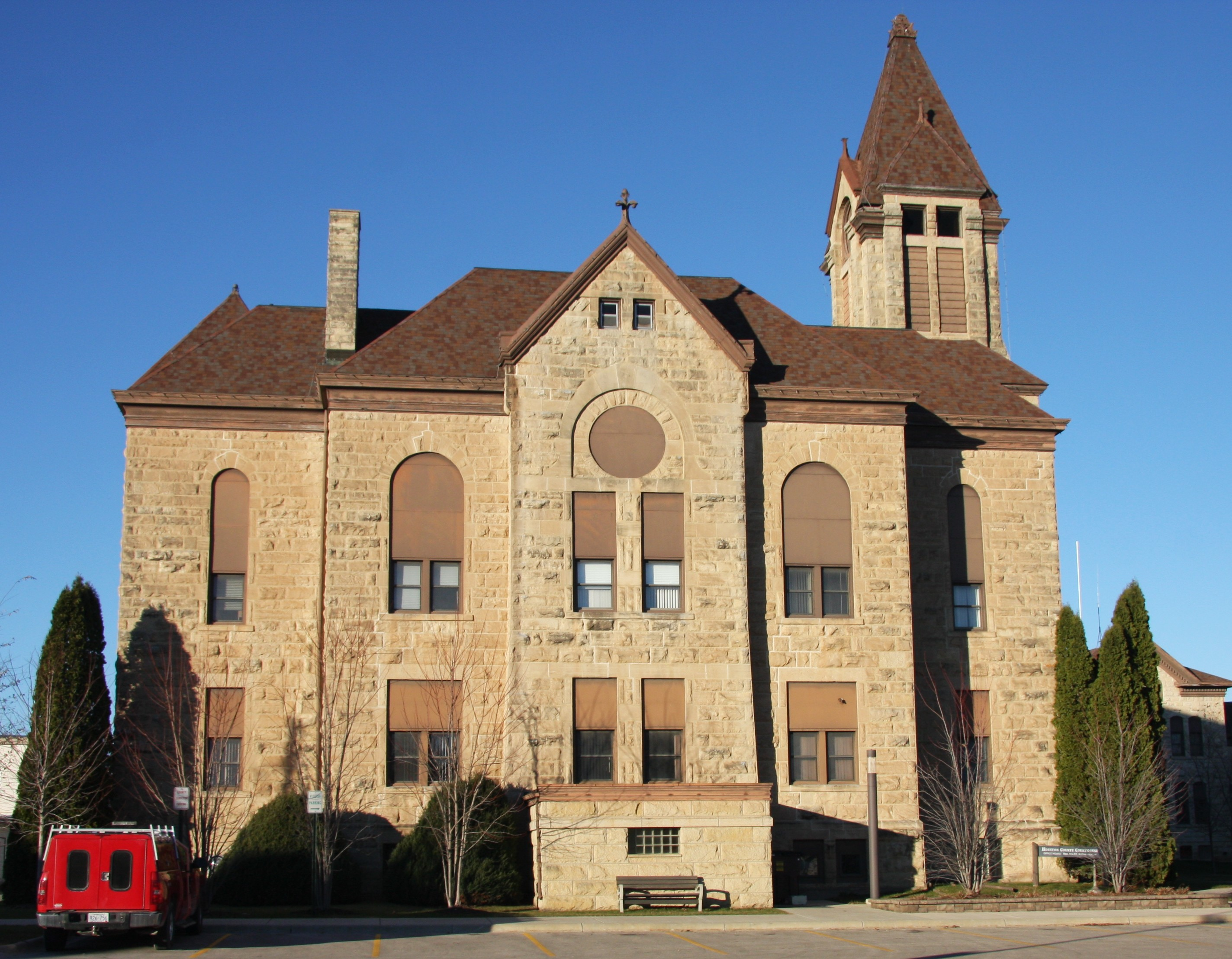
縣法院

休斯頓縣（英語：Houston County）是美國明尼蘇達州東南部的一個縣，東鄰威斯康辛州，南鄰愛阿華州。面積1,473平方公里，根據美國2000年人口普查，共有人口19,718人。縣治喀里多尼亞 (Caledonia)。
成立於1854年2月23日。縣名紀念德克薩斯共和國首任總統山姆·休士頓。